# Купецкое озеро (Карелия)
Купецкое — озеро в Авдеевском поселении Пудожского района Республики Карелии, восточнее автодороги А119.

## Общие сведения
Площадь — 11,3 км², площадь водосбора — 444 км².
Котловина ледникового происхождения.
Через озеро протекает река Шалица.
Средняя амплитуда колебаний уровня составляет 1,0 м.
Рыба: сиг, щука, плотва, лещ, окунь, налим, ёрш.
На берегу озера располагаются населённые пункты Алексеево, Октябрьская, Авдеево, Бураково.
Озеро является источником водоснабжения Авдеево.

## Данные водного реестра
По данным государственного водного реестра России относится к Балтийскому бассейновому округу, водохозяйственный участок реки — Водла, речной подбассейн реки — Свирь (включая реки бассейна Онежского озера). Относится к речному бассейну реки Нева (включая бассейны рек Онежского и Ладожского озера).
Код объекта в государственном водном реестре — 01040100411102000019632.

## Панорама

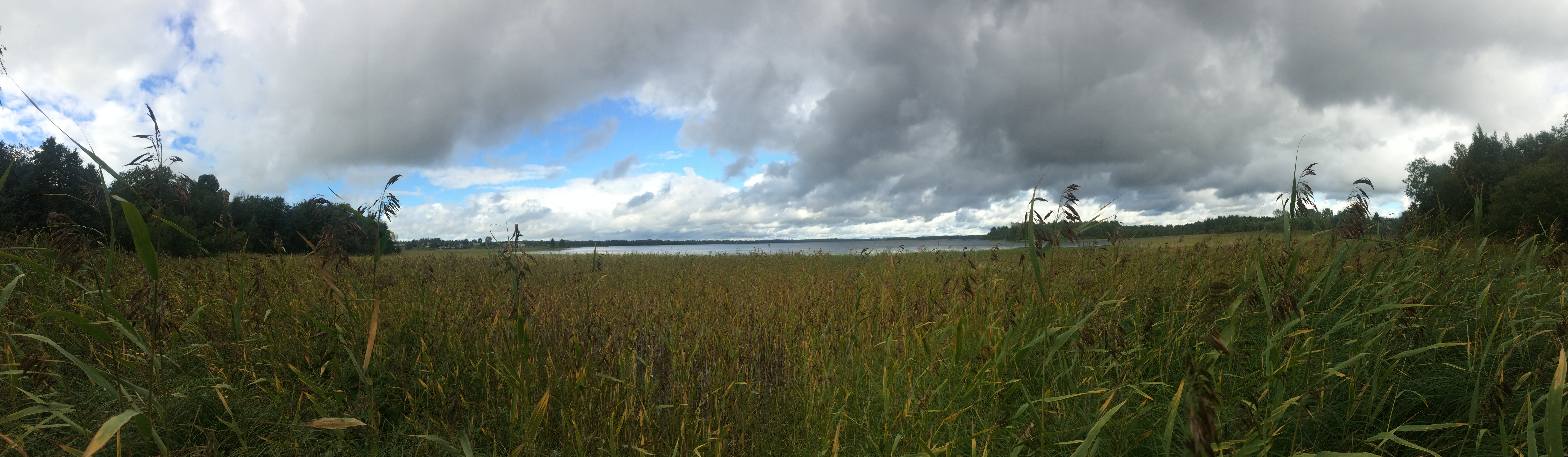
Панорама